# Danny Kirrane
Danny Kirrane (Huddersfield, ...) è un attore australiano, famoso per i suoi ruoli nel film Automata e in Pirati dei Caraibi - La vendetta di Salazar.

## Filmografia

### Cinema
- Walking on Sunshine, regia di Max Giwa e Dana Pasquini (2014)
- Automata, regia di Gabe Ibáñez (2014)
- The Hatching, regia di Michael Anderson (2016)
- Pirati dei Caraibi - La vendetta di Salazar, regia di Joachim Rønning ed Espen Sandberg (2017)
- Peterloo, regia di Mike Leigh (2018)

### Televisione
- Skins – serie TV, episodio 1x08 (2007)
- Trinity – serie TV, episodio 1x02 (2009)
- The Inbetweeners – serie TV, episodio 3x04 (2010)
- Doctors – serial TV, 1 puntata (2010)
- Casualty – serie TV, episodio 25x04 (2010)
- Hustle - I signori della truffa – serie TV, episodio 7x05 (2011)
- Utopia – serie TV, episodio 1x01 (2013)
- Trollied – serie TV, 14 episodi (2013)
- Critical – serie TV, 9 episodi (2015)
- Wasted – serie TV, 6 episodi (2016)
- New Blood – serie TV, 3 episodi (2016)
- Doctor Thorne – miniserie TV, 2 puntate (2016)
- Il Trono di Spade (Game of Thrones) – serie TV, episodio 7x04 (2017)
- Poldark – serie TV, episodi 4x05-4x06-4x08 (2018)
- Britannia – serie TV, episodi 2x02 (2019)
- The Sandman – serie TV, episodi 1x07-1x09 (2022)
- The Serpent Queen – serie TV, 13 episodi (2022-2024)
- Baby Reindeer – serie TV, 7 episodi (2024)

## Doppiatori italiani
Nelle versioni in italiano delle opere in cui ha recitato, Ravi Kapoor è stato doppiato da:
- Luigi Ferraro in Automata, Baby Reindeer
- Gianfranco Miranda in Walking on Sunshine
- Alessandro Budroni in Pirati dei Caraibi - La vendetta di Salazar
- Emanuele Durante in Peter Loo
- Stefano Annunziato in The Sandman
- Luca Graziani in The Serpent Queen